# Point accepted mutation

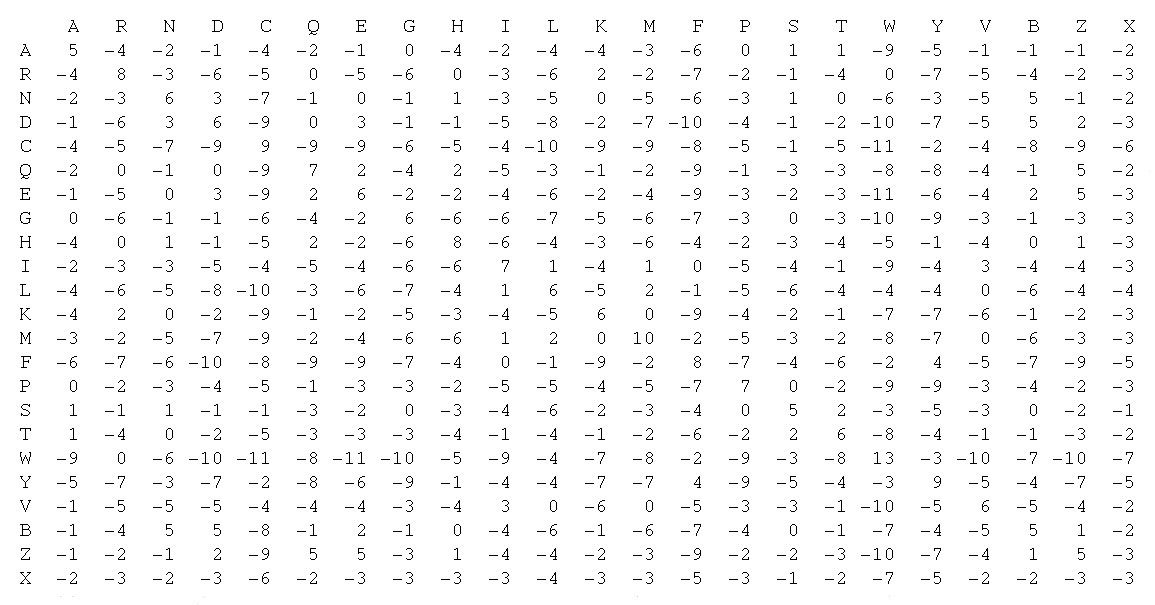
Matriz PAM70, calculada con el servicio web del Wageningen University Laboratory of Bioinformatics para tal fin; en este caso se representan 23 aminoácidos.

El conjunto de matrices PAM, o Point Accepted Mutation (del inglés, mutación puntual aceptada), también Percent Accepted Mutation, y también matriz de datos de mutación de Dayhoff o MD, es un conjunto de matrices de mutación de péptidos, o matrices de sustitución, calculado por Margaret Dayhoff a finales de los años 70 del pasado siglo, en lo que se convertiría en un trabajo determinante en el campo de la bioinformática.  Cada matriz, cuadrada y simétrica, es normalmente de un tamaño de 20 por 20 (por los veinte aminoácidos estándar, aunque nada impide contemplar los restantes y ampliar, en consecuencia, el orden de la matriz).  
El valor de una determinada celda representa la probabilidad de la sustitución de un aminoácido por otro, conocida como mutación puntual.  Puesto que la matriz se calcula observando diferencias en proteínas muy cercanas evolutivamente (con, al menos, un 85% de similitud), las sustituciones en cuestión no tienen efecto sobre la función de la proteína, por lo que se trata de mutaciones aceptadas (de ahí su nombre) en el proceso evolutivo.
Este tipo de matriz se conoce usualmente como matriz de sustitución, y se usa en alineamientos de secuencias tanto de pares como múltiples.  
Hay diferentes matrices PAM.  PAM1 se calculó considerando secuencias con una mutación puntual por cada cien aminoácidos.  En otras palabras, la matriz PAM1 estima el ritmo de sustitución esperado entre dos aminoácidos si el 1% de los aminoácidos cambian.  Otras matrices PAM se derivan de la multiplicación de la PAM1 por sí misma, ya que se asume que mutaciones repetidas seguirían, en cuanto a sus probabilidades, el mismo patrón que las establecidas en la matriz PAM1, así como que múltiples sustituciones pueden ocurrir al mismo tiempo.  Las matrices derivadas de esta forma son, por lo tanto, más adecuadas para relacionar secuencias evolutivamente más lejanas.  PAM250, por ejemplo, es el resultado de elevar a la 250 potencia a PAM1, y es equivalente a 250 sustituciones por cada cien aminoácidos.  Este último ejemplo, en el que el número de sustituciones es superior al de aminoácidos, es ilustrativo en cuanto a la necesaria consideración de sustituciones múltiples  sobre un determinado aminoácido (o sobre su situación en la secuencia) para periodos suficientemente largos.
Por lo anterior, es apreciable que Dayhoff realizó un trabajo con un fuerte componente teórico al asumir que se puede calcular una matriz para secuencias divergentes desde una matriz para secuencias cercanamente relacionadas, elevando esta segunda matriz a una determinada potencia.  No hay que olvidar que en los años de desarrollo de este trabajo el número de secuencias conocidas era relativamente escaso, por lo que trabajos posteriores con una más completa base empírica están ofreciendo a los investigadores mejores resultados (caso de las matrices BLOSUM).  Por otra parte, también se ha utilizado la misma metodología de Dayhoff en décadas posteriores, pero aprovechando las grandes bases de datos de proteínas actuales (caso de las matrices JTT).  
Las matrices PAM de uso más común son las PAM30 y PAM70.